# 小弗雷德·特朗普
小弗雷德里克·克里斯特·特朗普（英語：Frederick Crist Trump Jr.，1938年10月14日—1981年9月26日），綽號「费迪」（Freddy），是一名美国飞行员和維修工人。他有一对子女，一位是美国心理学家玛丽·特朗普，另一位是弗雷德三世。

## 早年生活及教育
小弗雷德·特朗普于1938年10月14日出生在美國紐約市的皇后区。他家中排行第二，其姐玛丽安娜·特朗普·巴里曾是位上诉法官，其妹伊丽莎白曾任大通银行行政助理，以及两个弟弟——日后就任美国总统的唐纳德·特朗普及商人罗伯特·特朗普。
小弗雷德毕业于理海大学，主修商业。

## 个人生活
1958年，他和未婚妻琳达·克拉普在巴哈马开始谈恋爱。1961年，他向对方求婚，并在隔年（1962年）在佛罗里达州迈阿密结婚。
两人育有一对子女，长子为弗雷德三世，幼女为玛丽。

## 职业生涯

### 前往特朗普集团工作
1963年，小弗雷德前往父亲的公司特朗普集团工作。他的父亲弗雷德鼓励他继续把生意做得大红大紫。

### 退出商业生涯
1966年，小弗雷德是特朗普集团的副总裁。同年，他因不堪压力之下转而前往从事其喜爱的职业飞行员，最后被环球航空录用。

### 二度回归商业生涯
1970年，一系列的家庭事件发生后，小弗雷德·特朗普的妻子克拉普要求小弗雷德离开家，并给自己的房子换了新的门锁。小弗雷德开始酗酒且无法继续担任飞行员，他回归父亲的公司工作。

## 逝世
小弗雷德被酗酒折磨了11年，在1981年9月26日因酗酒导致心臟病發作而身亡，年仅42岁。